# Protomycocladus faisalabadensis
Protomycocladus faisalabadensis är en svampart som först beskrevs av J.H. Mirza, S.M. Khan, S. Begum & Shagufta, och fick sitt nu gällande namn av Schipper & Samson 1994. Protomycocladus faisalabadensis ingår i släktet Protomycocladus och familjen Syncephalastraceae.   Inga underarter finns listade i Catalogue of Life.